# Гвинейски франк
Вижте пояснителната страница за други значения на франк.
Гвинейският франк (на френски: franc guinéen, ISO 4217 код: GNF) е валутата на Гвинея. Той е разделен на сто сантима, но от 1999 г. гвинейският франк няма стотно деление.

## История
Гвинейският франк е въведен на 1 март 1960 г. вместо франка CFA франка (първата реформа). Размяната е извършена в съотношение 1:1 от 1 март до 15 март 1960 г. Поради появата на голям брой фалшиви банкноти, от 10 до 14 март 1963 г. банкнотите са разменени за банкноти от нов тип (втора реформа). На 2 октомври 1972 г. е въведена нова парична единица – Гвинейски Сили (трета реформа). Обменът на гвинейски франкове за сили е осъществен 10:1 от 2 до 5 октомври 1972 г., обменът е над 1 милион франка при представяне на лична карта. От 16 до 29 април 1981 г. банкнотите са разменени за банкноти от нов тип (четвърта реформа), размяната е извършена в рамките на 20 хиляди сили на работник. На 6 януари 1986 г., вместо сили, гвинейският франк (петата реформа) е въведен отново, обменът на сили за франкове е 1:1 през периода от 6 до 28 януари 1986 г.

## Монети и банкноти
Монетите, поради незначителността на номиналната стойност (50 франка – 35 копейки), не се намират в обращение и не са сечени от 1994 г. В обращение са банкнотите в купюри от 100, 500, 1000, 5000, 10 000 и 20 000 франка от различни години на издаване. Банкнотите от 25 и 50 франка не се намират в реално обращение. Банкнотите от стария тип емисия след 1985 г. включително са платежно средство и се изтеглят от обращение, докато се износват.